# Corée du Nord aux Jeux olympiques d'hiver de 1972
La Corée du Nord participe aux Jeux olympiques d'hiver de 1972, qui ont lieu à Sapporo au Japon. Ce pays, représenté par six athlètes, prend part aux Jeux d'hiver pour la deuxième fois de son histoire. Il ne remporte pas de médaille.

## Délégation
La délégation est composée de 6 femmes, toutes inscrites dans le même sport : le patinage de vitesse.
Listes des athlètes :
- Choi Dong-ok
- Tak In-suk
- Kim Myung-ja
- Kim Ok-soon
- Kim Bok-soon
- Han Pil-hwa